# جامعة باكو الحكومية

شعار جامعة باكو الحكومية عام 1919.

جامعة باكو الحكومية (BSU; (بالأذرية: Bakı Dövlət Universiteti)) هي جامعة عام تقع في باكو في أذربيجان. تأسست عام 1919 من قبل برلمان جمهورية أذربيجان الديمقراطية. بدأت الجامعة بكليات التاريخ وفقه اللغة، كلية الفيزياء والرياضيات، وكلية القانون وكلية الطب.
أول عميد للجامعة كان فاسيلي رازوموفيسكي وهو بروفيسور سابق في الجراحة في جامعة قازان..
عام 1930، أمرت الحكومة بإغلاق الجامعة وفقاً لقرارات إعادة تنظيم التعليم العالي، واستبدلت الجامعة بالمعهد العالي التربوي. لكن عام 1934، أعيد تأسيس الجامعة مرة أخرى، واستمر العمل فيها خلال سنوات الحرب العالمية الثانية الصعبة، مع نقص كبير في المدرّسين. بحلول الذكرى السنوية الأربعين عام 1959، كانت الجامعة تتضمن 13 كلية.
من بين خريجي جامعة باكو الحكومية اثنين من رؤساء أذربيجان السابقين وهما أبو الفاس الشيبي الذي تخرّج من كلية اللغة العربية وآدابها وحيدر علييف الذي هيّمن على الحياة السياسة في أذربيجان لأكثرمن 30 عاماً، تخرج من كلية التاريخ. كما تخرّج منها ليف لانداو الفائز بجائزة نوبل، فقد درس فيها من 1922 حتى 1924.
جامعة باكو الحكومية هي الجامعة الوحيدة في أذربيجان التي حصلت على ترتيب من قبل منظمات دولية كترتيب الجامعات حسب الأداء الأكاديمي حيث تحتل حالياً المركز 1872.

## الكليات والمعاهد

### الكليات

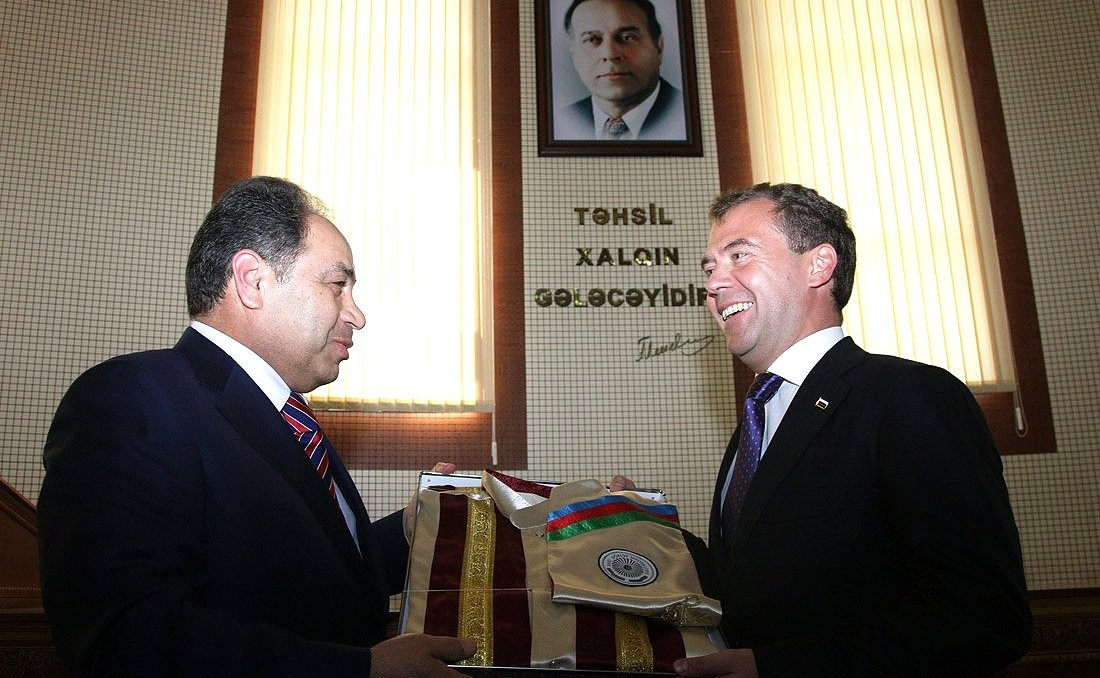
حفل منح ديمتري ميدفيديف شهادة الدكتوراة من جامعة باكو الحكومية في 3 سبتمبر 2010

1. الرياضيات التطبيقية وعلم التحكم الآلي الاقتصادي
2. الفيزياء
3. الميكانيكا والرياضيات
4. الكيمياء
5. البيولوجيا
6. البيئة وعلوم التربة
7. الجيولوجيا
8. الجغرافيا
9. التاريخ
10. علم فقه اللغة
11. اللاهوت
12. القانون الدولي والعلاقات الدولية
13. الصحافة
14. القانون
15. الدراسات الشرقية
16. العلوم الاجتماعية وعلم النفس
17. دراسات مكتبية — الاختصاص الوحيد من نوعه في أذربيجان[3]

### معاهد أبحاث
1. معهد الأبحاث العلمية للرياضيات التطبيقية
2. معهد دراسات الفيزياء النظرية

## الجامعات الشريكة
- شبكة جامعات البلقان
- جامعة تشينغ يون، تايوان

## الانتماءات
الجامعة عضو في رابطة جامعة القوقاز.

## وصلات خارجية
- الموقع الرسمي (بالأذرية) (بالروسية) (بالإنجليزية)